# Charles van Baar van Slangenburgh
Charles van Baar van Slangenburgh (Meester Cornelis (Jakarta), 31 maart 1902 - Doorwerth, 17 juli 1978) was een Nederlands voetballer die als aanvaller speelde.
Van Baar van Slangenburgh, wiens ouders uit Friesland kwamen, speelde tussen 1920 en 1926 in totaal 109 wedstrijden voor HBS waarin hij 66 doelpunten maakte. In 1925 werd hij met HBS landskampioen. Tussen 1924 en 1925 speelde hij ook zes wedstrijden voor het Nederlands voetbalelftal waarvoor hij vijf doelpunten maakte. In 1926 trok hij naar Nederlands-Indië om er te gaan werken.